# Volba prezidenta České republiky 2008
Volby prezidenta České republiky 2008 byly čtvrtou parlamentní volbou prezidenta České republiky, která proběhla na dvou společných schůzích obou komor Parlamentu České republiky ve Španělském sále Pražského hradu ve dnech 8. a 9. února a 15. února 2008. Funkci předsedy Parlamentu České republiky vykonával Miloslav Vlček. Ve volbách byli postupně nominováni tři kandidáti: stávající prezident Václav Klaus, česko-americký ekonom Jan Švejnar a Jana Bobošíková, která ale kandidaturu před samotnou volbou stáhla. Při druhém opakování volby byl ve veřejném hlasování opětovně zvolen stávající prezident Václav Klaus.

## Průběh voleb

### První volba 8. – 9. února

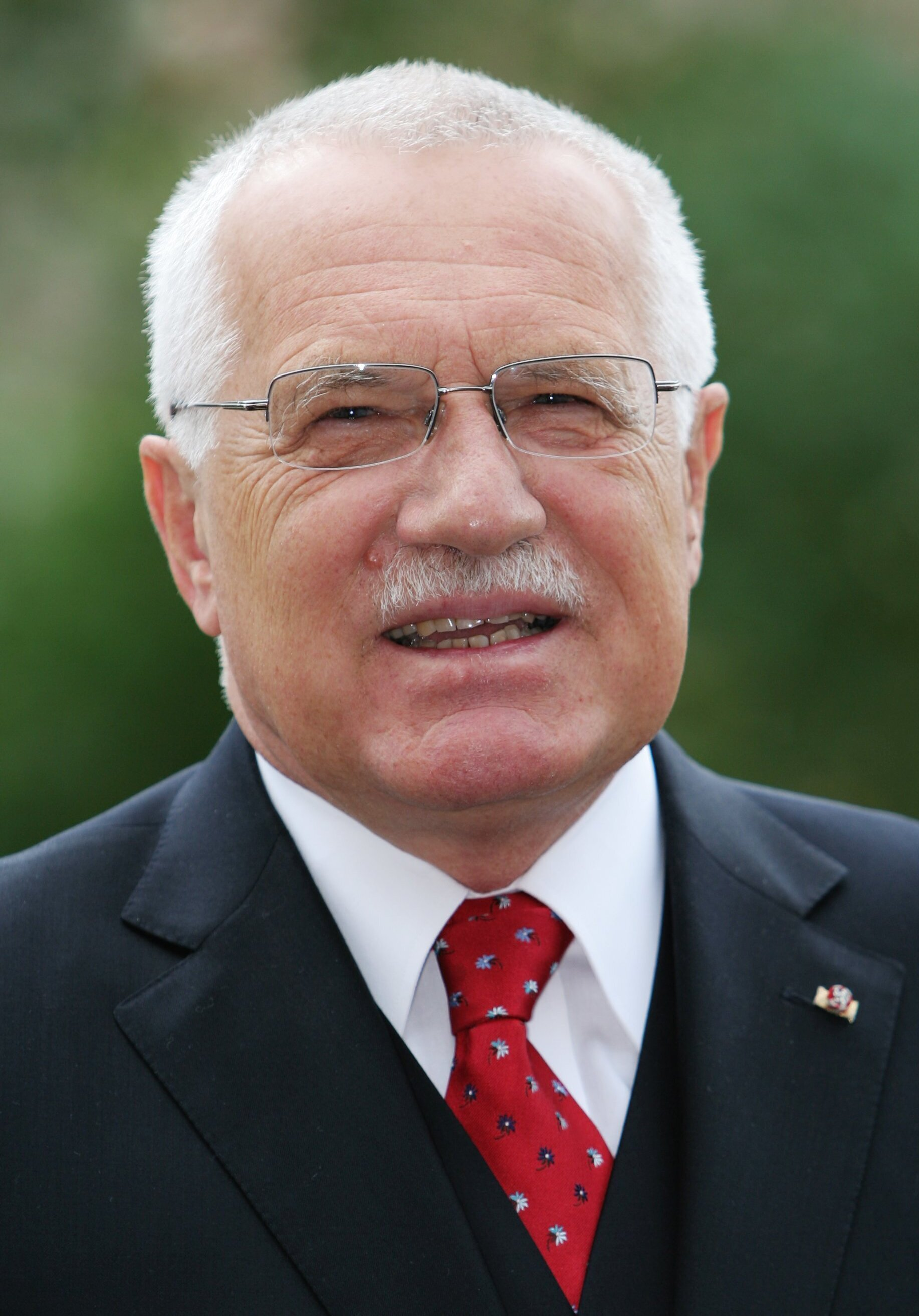
Václav Klaus (ODS)
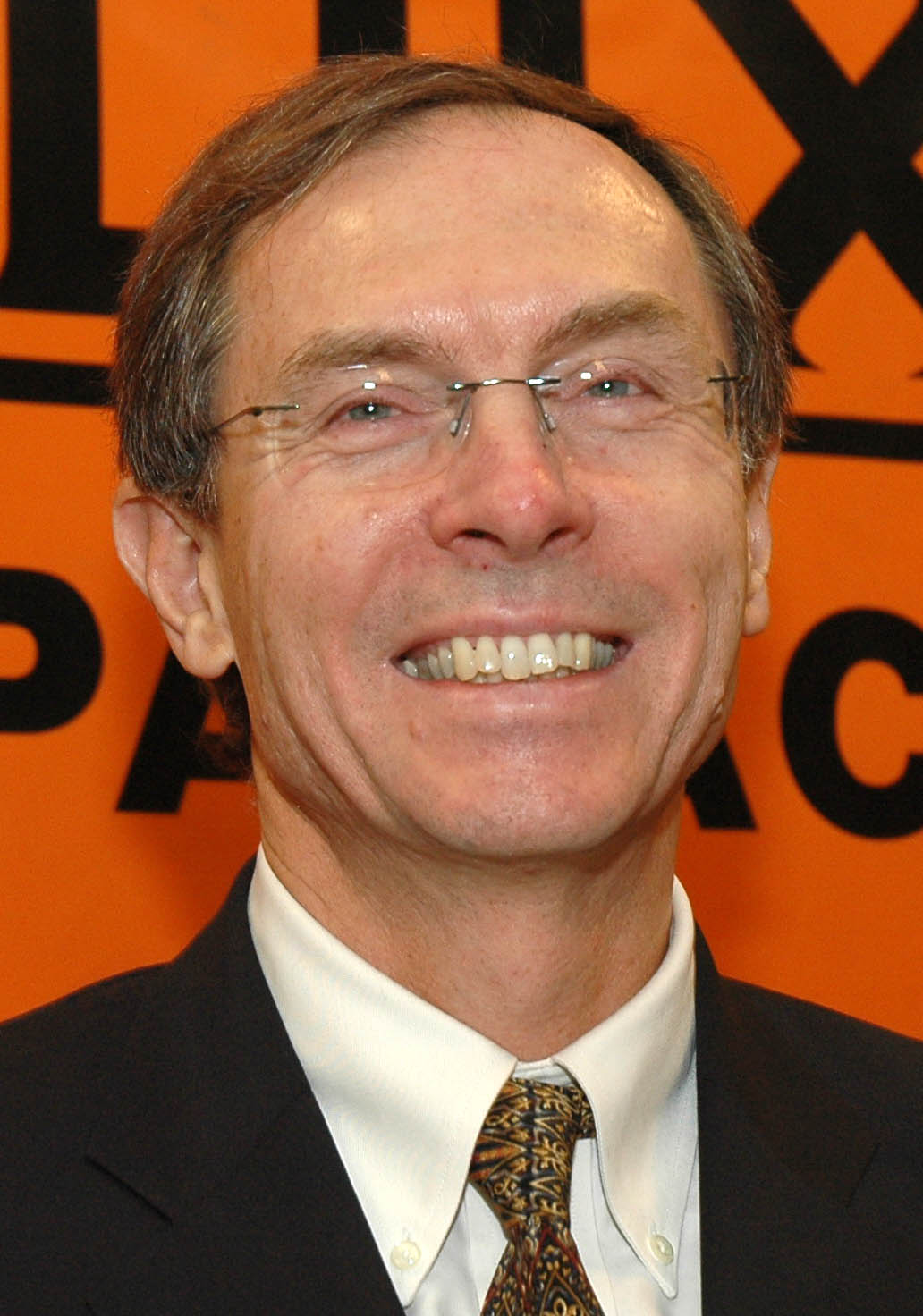
Jan Švejnar (ČSSD a SZ)

Kandidát Jan Švejnar před volbou vedl kampaň nejen mezi členy parlamentu (voliteli), ale i v ulicích mezi potenciálními voliči, což připomínalo americký styl prezidentské kampaně i přímou volbu prezidenta. Tato kampaň byla pro Švejnara nakonec docela efektivní, pár dní před volbou měl u veřejnosti téměř stejnou podporu, jako favorizovaný Václav Klaus. Při jejím zahájení však nebylo zřejmé, zda má volba probíhat tajně či veřejně. Zástupci ODS požadovali volbu tajnou, ostatní strany chtěly, aby se volilo veřejně. Rozhodování o procedurálních otázkách trvalo téměř celý den, až po osmé hodině večer bylo rozhodnuto, že volba bude probíhat veřejně.
Samotná volba tak začala přibližně v 20:30. Kandidátem ODS byl Václav Klaus, společným kandidátem ČSSD a SZ Jan Švejnar. KDU-ČSL a KSČM nenavrhly vlastního kandidáta, volitelé měli podle rozhodnutí vedení obou stran hlasovat podle vlastního uvážení. V prvním kole získal Václav Klaus 47 hlasů senátorů a 92 hlasů poslanců, Jan Švejnar 32 hlasů senátorů a 106 hlasů poslanců. Václav Klaus tedy zvítězil v Senátu, zatímco Jan Švejnar v Poslanecké sněmovně. Do druhého kola tak postoupili oba kandidáti. Ještě před zahájením druhého kola si volitelé neodhlasovali pokračování schůze po 21. hodině.
| Kolo | Václav Klaus | Václav Klaus | Jan Švejnar | Jan Švejnar |
| Kolo | Sněmovna     | Senát        | Sněmovna    | Senát       |
| ---- | ------------ | ------------ | ----------- | ----------- |
| 1.   | 92           | 47           | 106         | 32          |
| 1.   | 139          | 139          | 138         | 138         |
| 2.   | 94           | 48           | 104         | 31          |
| 2.   | 142          | 142          | 135         | 135         |
| 3.   | 92           | 47           | 81          | 32          |
| 3.   | 139          | 139          | 113         | 113         |

Druhé kolo bylo zahájeno téhož dne zhruba ve 20:45, oficiální výsledky však do skončení schůze ve 21 hodin nebyly vyhlášeny. Druhé kolo první volby pokračovalo další den, 9. února, po 10. hodině ranní. Ve druhém kole bylo 48 senátorů a 94 poslanců pro Václava Klause a 31 senátorů a 104 poslanců pro Jana Švejnara, prezident tedy opět nebyl zvolen a do třetího kola postoupili oba kandidáti. Oproti prvnímu kolu Václav Klaus získal o dva poslanecké a jeden senátorský hlas víc, což vyvolalo spory o to, zda byly hlasy ve druhém kole sečteny správně. Jiří Paroubek pak naznačil, že sčítání hlasů mohla zmanipulovat ODS.
Před třetím kolem, u kterého hlasování začalo po 13:45, hlasování ze zdravotních důvodů postupně opustili tři volitelé, což bylo posléze předmětem vzájemného obviňování ODS a ČSSD z nátlaku na své volitele. Poslanci KSČM podle svého předešlého slibu nehlasovali ani pro jednoho kandidáta, ale zůstali v sále. Nedali tak šanci snížit kvórum pro zvolení kandidáta, kterému by v jejich nepřítomnosti v sále stačil ke zvolení nižší počet hlasů. V hlasování pak získal Václav Klaus celkem 139 hlasů, zatímco pro Jana Švejnara hlasovalo 113 senátorů a poslanců. Ani jeden z kandidátů tedy ani ve třetím kole nebyl zvolen (Václavu Klausovi chyběl ke zvolení jeden hlas) a první volba tak skončila neúspěšně.

### Druhá volba 15. února 2008

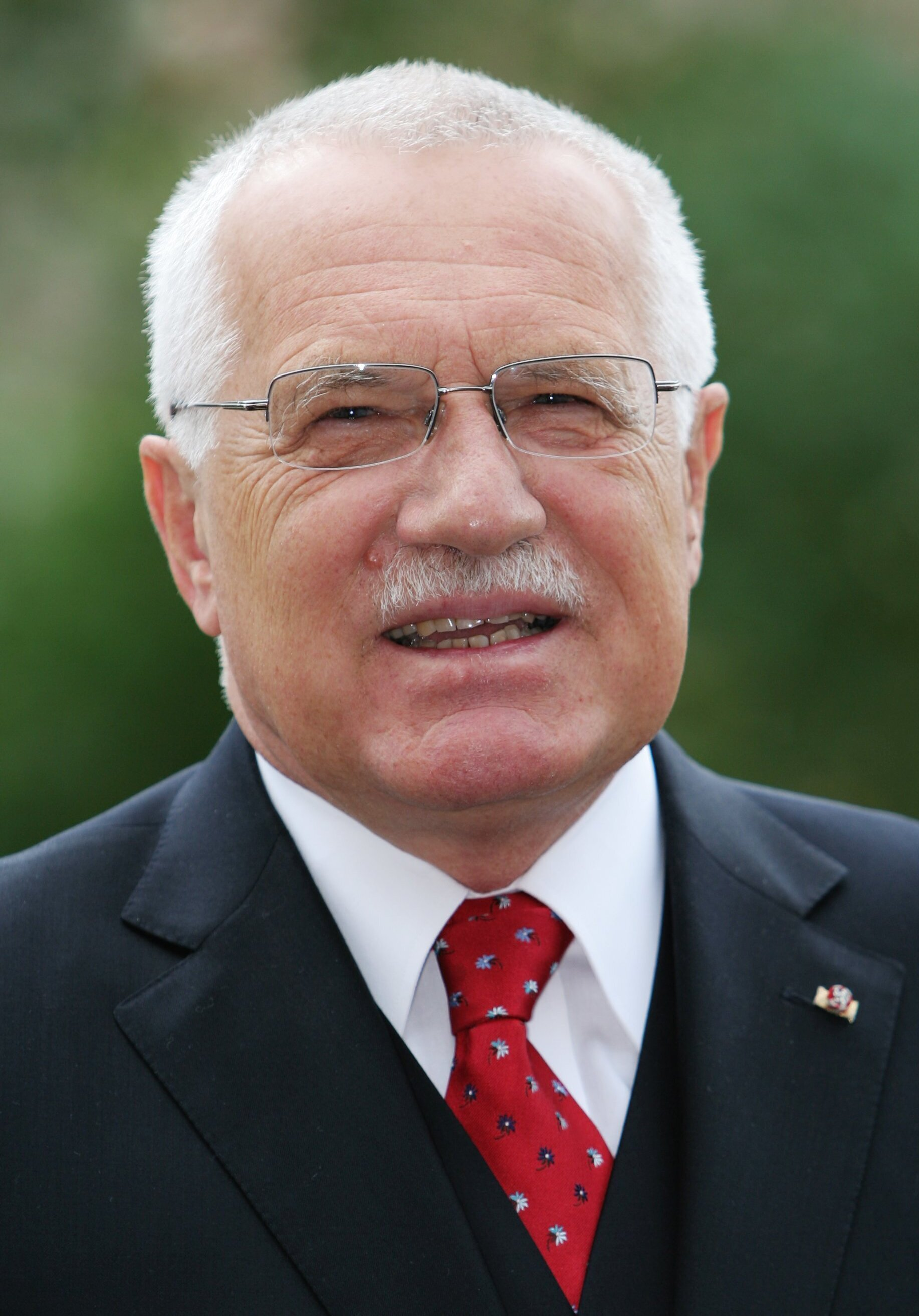
Václav Klaus (ODS)
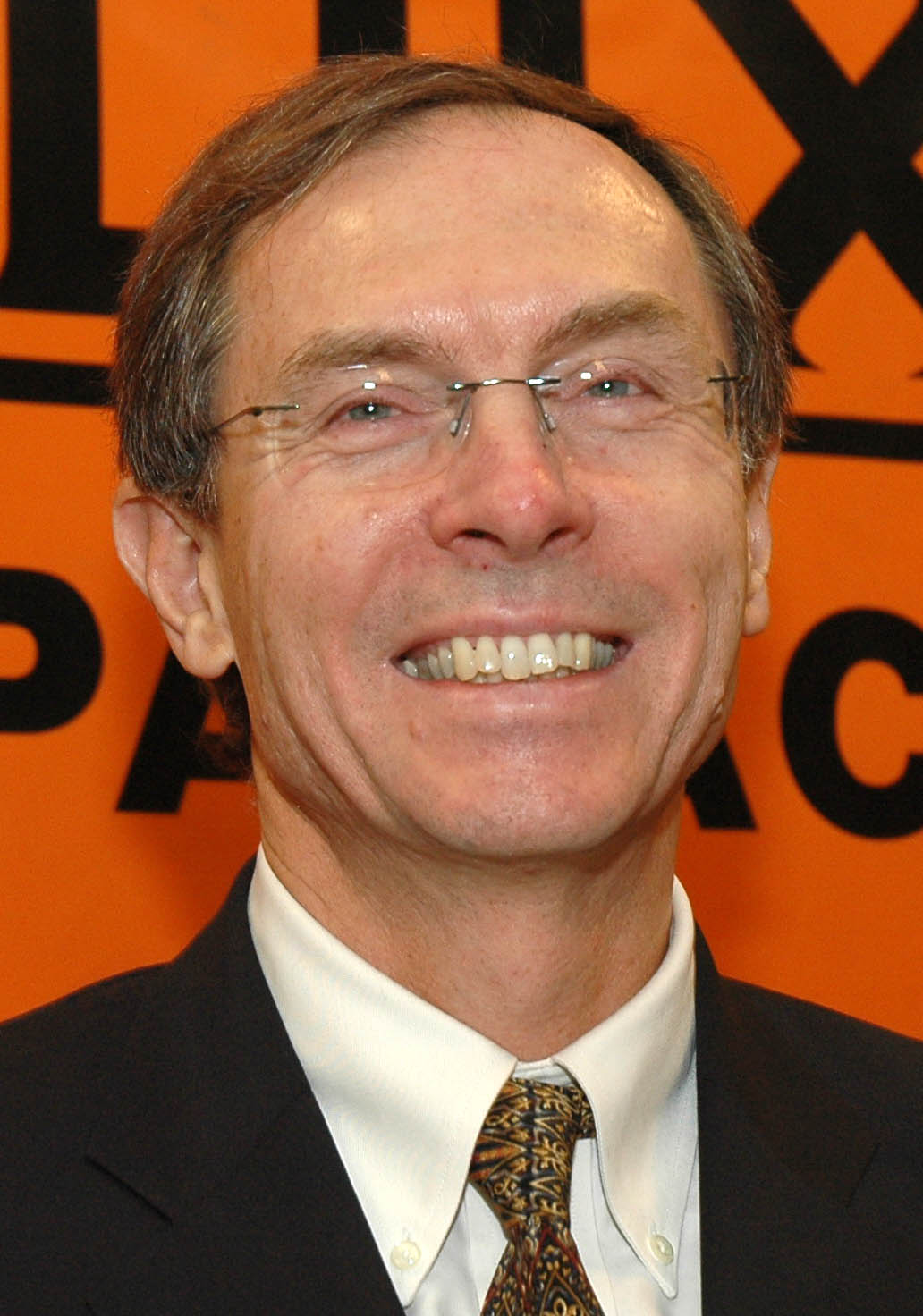
Jan Švejnar (ČSSD a SZ)
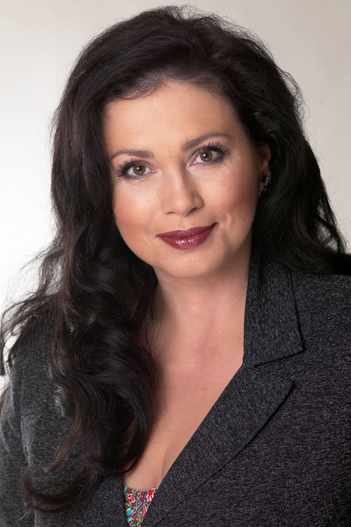
Jana Bobošíková (KSČM) odstoupila před volbou.

Druhá prezidentská volba v roce 2008 se konala týden po volbě první. Volba se konala na společné schůzi obou komor Parlamentu a opět ve Španělském sále. I hodina svolání schůze byla stejná, ráno na 10 hodinu. Kromě obou kandidátů z první volby, Václava Klause (kandidát ODS) a Jana Švejnara (společný kandidát ČSSD a SZ), byla do druhé volby nominována KSČM navíc Jana Bobošíková.
| Kolo | Václav Klaus | Václav Klaus | Jan Švejnar | Jan Švejnar |
| Kolo | Sněmovna     | Senát        | Sněmovna    | Senát       |
| ---- | ------------ | ------------ | ----------- | ----------- |
| 1.   | 93           | 48           | 104         | 32          |
| 1.   | 141          | 141          | 136         | 136         |
| 2.   | 93           | 48           | 94          | 32          |
| 2.   | 141          | 141          | 126         | 126         |
| 3.   | 93           | 48           |             |             |
| 3.   | 141          | 141          | 111         | 111         |

Po úvodních projevech ještě před zahájením prvního kola hlasování Jana Bobošíková z volby odstoupila, protože se podle jejích slov KSČM nepodařilo získat pro ni podporu. Koalice ČSSD a Zelených vnímala její kandidaturu jako pokus KSČM rozmělnit hlasy pro Jana Švejnara a snahu dopomoci k opětovnému zvolení Václava Klause. Schůze se ze zdravotních důvodů neúčastnila poslankyně Strany zelených Olga Zubová. Sociálnědemokratický poslanec Evžen Snítilý oznámil, že ve veřejné volbě podpoří Václava Klause a senátor Karel Barták oznámil, že nesouhlasí s veřejnou volbou a tak se volby nezúčastní.
V prvním kole získal Václav Klaus 48 hlasů senátorů a 93 hlasů poslanců, Jan Švejnar 32 hlasů senátorů a 104 hlasů poslanců. Prezidentem tedy nebyl zvolen nikdo, do druhého kola postoupili oba kandidáti.
Ve druhém kole, které se konalo okamžitě poté, obdržel Václav Klaus opět 48 hlasů senátorů a 93 hlasů poslanců, Jan Švejnar 32 hlasů senátorů, ale již jen 94 hlasů poslanců.
Před třetím kolem byla na žádost Strany zelených vyhlášena přestávka, po které proběhlo třetí kolo volby. V ní získal Václav Klaus celkem 141 hlasů, Jan Švejnar 111 hlasů, takže Václav Klaus byl zvolen prezidentem.

## Prezidentský slib
Václav Klaus složil prezidentský slib 7. března 2008 na společné schůzi obou komor Parlamentu České republiky. Ještě před vlastním obřadem uctil prezident Václav Klaus na Hradčanském náměstí památku prvního československého prezidenta Tomáše Garrigua Masaryka.